# Мортон, Питер
Пи́тер Мо́ртон (англ. Peter Morton; род. 7 августа 1947, Чикаго, Иллинойс, США) — американский предприниматель. Он является соучредителем Hard Rock Cafe (вместе с Айзеком Тигреттом), сети ресторанов повседневного питания.

## Ранняя жизнь и образование
Мортон — сын Арни Мортона, основателя сети ресторанов Morton's The Steakhouse, и его первой жены. Его отец был еврейского происхождения. В 1969 году он окончил Университет Денвера со степенью бакалавра в области ресторанного и гостиничного менеджмента. Его сестра-близнец — Пэм Мортон, а сводный брат — ресторатор и предприниматель Майкл Мортон. Он был членом братства Phi Sigma Delta.

## Карьера
Первое кафе Hard Rock Cafe Мортона открылось рядом с Гайд-парк-корнер в Лондоне. Глобальное расширение сети началось в 1982 году, когда Мортон и его партнер, Айзек Тигретт, договорились о создании собственных кафе в разных городах. Мортон открыл Hard Rock Cafe в Лос-Анджелесе, Сан-Франциско, Чикаго и Хьюстоне, Лас-Вегасе; Сан-Диего, Ла-Джолла и Ньюпорт-Бич, Калифорния; Сиднее и Мельбурне, Австралия; Гонолулу и Мауи, Гавайи и др. В 1995 году The Rank Organisation приобрела кафе, принадлежавшие Мортону, но Мортон сохранил за собой Hard Rock Hotel & Casino в Лас-Вегасе.
В мае 2006 года Мортон продал Hard Rock Hotel & Casino в Лас-Вегасе нью-йоркской компании Morgans Hotel Group. Продажа включала права на бренд Hard Rock Hotel West of the Mississippi River, который включает Техас, Калифорнию, Австралию и Ванкувер, Британская Колумбия. Позже Мортон основал ресторан Morton’s в Лос-Анджелесе.

## Личная жизнь
Его первой женой была Полин Стоун, бывшая жена актера Лоуренса Харви, а затем жена актера Марка Бернса. У них был один сын, Гарри Мортон (1981—2019), основатель ресторанов Pink Taco. Его бывшей падчерицей со Стоун была Домино Харви, о которой в октябре 2005 года был снят фильм «Домино» с Кирой Найтли в главной роли и режиссером Тони Скоттом. Они развелись в 1989 году.
В 1990 году он женился на Тарлтон Поули (1962—2017); у них родилось двое детей, Мэтью Мортон и Грейс Мортон, после чего они развелись в 1997 году.

### Участие в общественной жизни
Мортон является членом попечительского совета Музея современного искусства Лос-Анджелеса (MOCA) и входит в попечительский совет Совета по защите природных ресурсов (NRDC). После того как Мортон сделал пожертвование Калифорнийскому университету, здание по адресу 200 UCLA Medical Plaza было переименовано в Медицинский корпус имени Питера Мортона.